# De gelukvinder
De gelukvinder is een boek uit 2008 van Edward van de Vendel en Anoush Elman, een destijds 17-jarige vluchteling uit Afghanistan. Het werd uitgegeven in de Slash-reeks van Querido. De filmrechten werden in 2010 gekocht door Flinck Film.

## Samenvatting
Het verhaal van hoofdpersoon Hamayun sluit aan bij dat van medeauteur Elman. Het boek vertelt over de redenen en achtergronden van de vlucht en de opbouw van een nieuw bestaan in Nederland.

## Prijzen
- 2009: Glazen Globe (prijs van het Koninklijk Nederlands Aardrijkskundig Genootschap)
- 2010: Jenny Smelik-IBBY-prijs

## Vertalingen
Spaans: El chico que encontró la felicidad
Duits: Der Glücksfinder